# Карел Гавлічек-Боровський
Карел Гавлічек-Боровський (чеськ. Karel Havlíček Borovský; 31 жовтня 1821, Борово, Південно-Чеська область - 29 липня 1856, Прага) - чеський поет і публіцист, громадський і політичний діяч; один із фундаторів чеської журналістики, сатири та літературної критики.

## Біографія
Народився в родині торгівця. Скінчивши навчання у гімназії в містечку Німецький Брід (нині Гавлічкув Брод), продовжив освіту в Карловому університеті в Празі (1838—40 роки), по тому в духовній семінарії, з якої його включили за вільнодумство 1841 року.
Вивчаючи мови, літератури та історію слов'янських народів, Карел Гавлічек близько зійшовся з відомим німецьким поетом і перекладачем Йозефом Юнґманом та славетним чеським і словацьким мовознавцем і поетом Павлом Шафариком. Саме за рекомандацією останнього Гавлічек отримав місце домашнього вчителя у Москві, де провів майже 10 років (1843-44). По дорозі в Москву зупинявся у Львові, де мешкав у свого земляка Карела Запа (з 8 листопада 1842 до 7 січня 1843), а потім у Житомирі і Києві. За період перебування у Росії, він розчаровується в своїх москвофільських та все-слов'янських, єдино-народних поглядах. У своїй єсеї Слов'янин та Чех, Гавлічек бачить у Поляках та Росіянах загрозу, та звинувачує їх в бажаннях підкорити менші слов'янські народи.
По поверненні до Богемії зайнявся публіцистикою. За сприяння Франтішека Палацького він став редактором чеської газети «Празькі новини» (чеськ. Pražské noviny; 1846-1848) та літературного додатку до неї часопису «Чеська бджола» (чеськ. Česka včela). У цих виданнях Гавлічек опублікував низку статей, у яких сформулював ідею австрославізма. Виступав також зі статтями на захист визвольної боротьби ірландського народу.

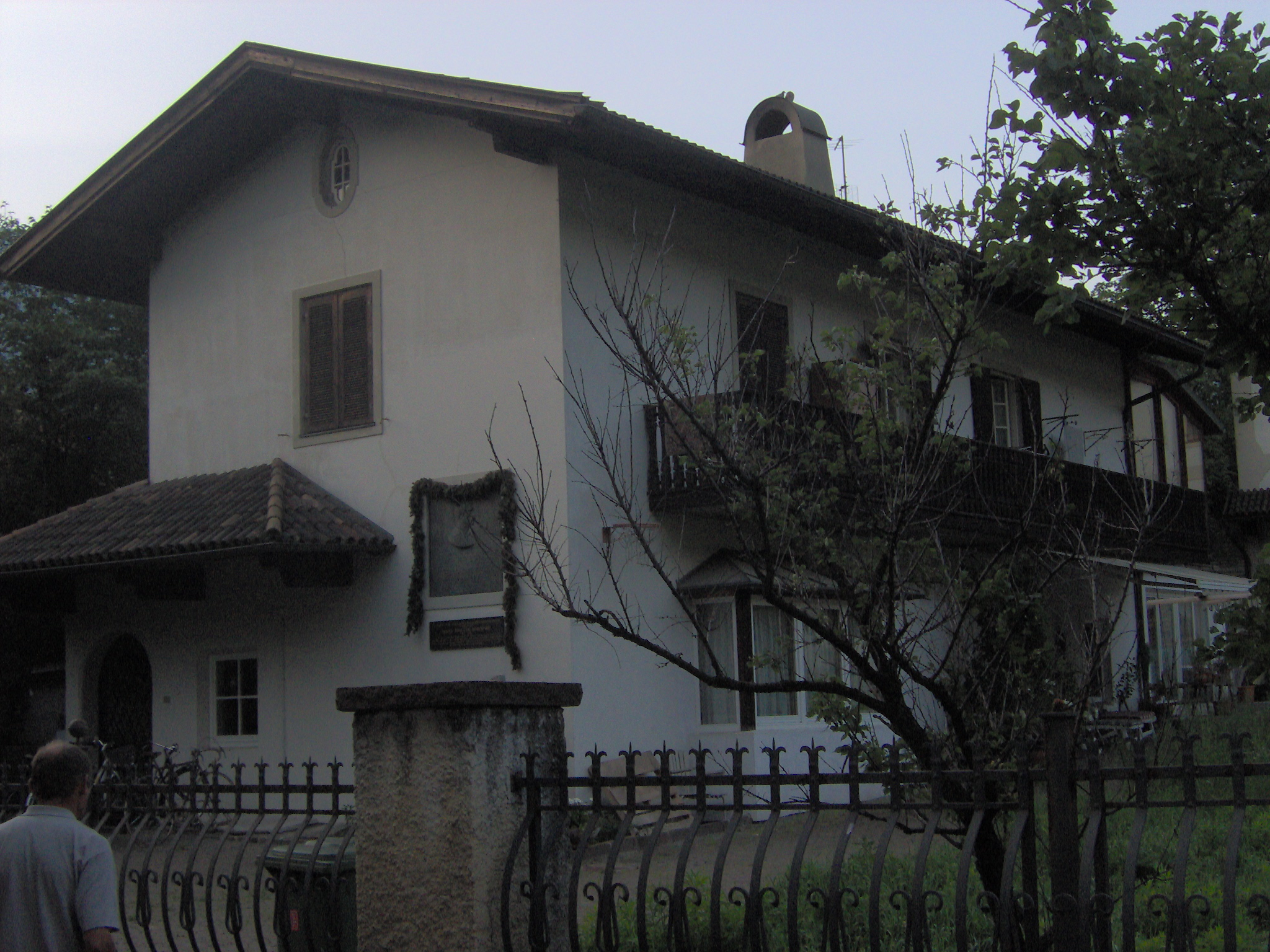
Будинок у Бріксені, де жив Гавлічек

З початком революційних подій 1848 року покинув «Празькі новини» й заснував політичну газету «Народні новини» (чеськ. Národní noviny), що стала впливовим і популярним органом чеських лібералів. 1848 року його було обрано до чеського сейму й австрійського парламенту. Карел Гавлічек-Боровський був одним із організаторів загальнослов'янського з'їзду в Празі, навіть виїжджав спеціально до Польщі та Хорватії, щоб навернути польських і хорватських літераторів до участі в заході.
Гавлічек виступав проти реакційного австрійського режиму, що утвердився в квітні 1849, за що навіть його притягували до суду. Після заборони газети «Народні новини» та її сатиричного додатку «Одрук» (чеськ. Šotek) у січні 1850 до 1851 випускав у Кутній Горі газету «Слован» (Slovan).
У 1851 видав памфлетно-полемічні книжки «Дух народної газети» та «Кутногорські епістоли (листи)» (чеськ. Epištoly kutnohorské). У тому ж році (1851), попри те, що спромігся виграти судовий процес, у якому йому інкримінувався зміст його доробку, Гавлічка було вислано до Бріксена (Тіроль, нині Брессаноне, Італія).
Лише в квітні 1855 року Гавлічку, на той час уже тяжко хворому, було дозволено повернутися до Праги.
Помер 29 липня 1856. В останню путь його (як народного трибуна) проводжало близько п'яти тисяч осіб.

## Літературна діяльність
Основу художньої спадщини Гавлічка-Боровського становлять сатиричний поеми, а також серія епіграм (загалом близько 8 десятків), спрямованих проти монархії та церкви.
Твори Карела Гавлічка поширювались переважно в списках.
Головні твори
- «Кутногорські листи» (чеськ. Epištoly kutnohorské);
- поема «Тірольські елегії» (чеськ. Tyrolské elegie, 1852, опублік. 1861);
- «Хрещення св. Володимира» (чеськ. Křest svatého Vladimíra, 1848—54, опубліковано повністю 1877);
- «Король Лавра» (чеськ. Král Lávra, 1854, опублік. 1870);
- «Картини з Русі» (чеськ. Obrazy z Rus).

## Гавлічек-Боровський і Україна
Українська тематика присутня в творчості Гавлічка-Боровського і навіяна передусім спогадами про перебування в Галичині. Це зокрема: статті «Слов'янин і чех», «Слов'янська політика» (обидві 1846); вірш-епіграма «Патрони Галичини» тощо.
Українською окремі вірші Карела Гавлічка перекладали Іван Франко, Григорій Кочур, Микола Лукаш, О. Шевченко та інші.
У 1918 році новостворений 9-й полк піхоти новоствореної 3-ї дивізії чехословацьких легіонів в Україні був названий «Полком Карела Гавлічека-Боровського».

## Галерея

Пам'ятники та меморіальні доски
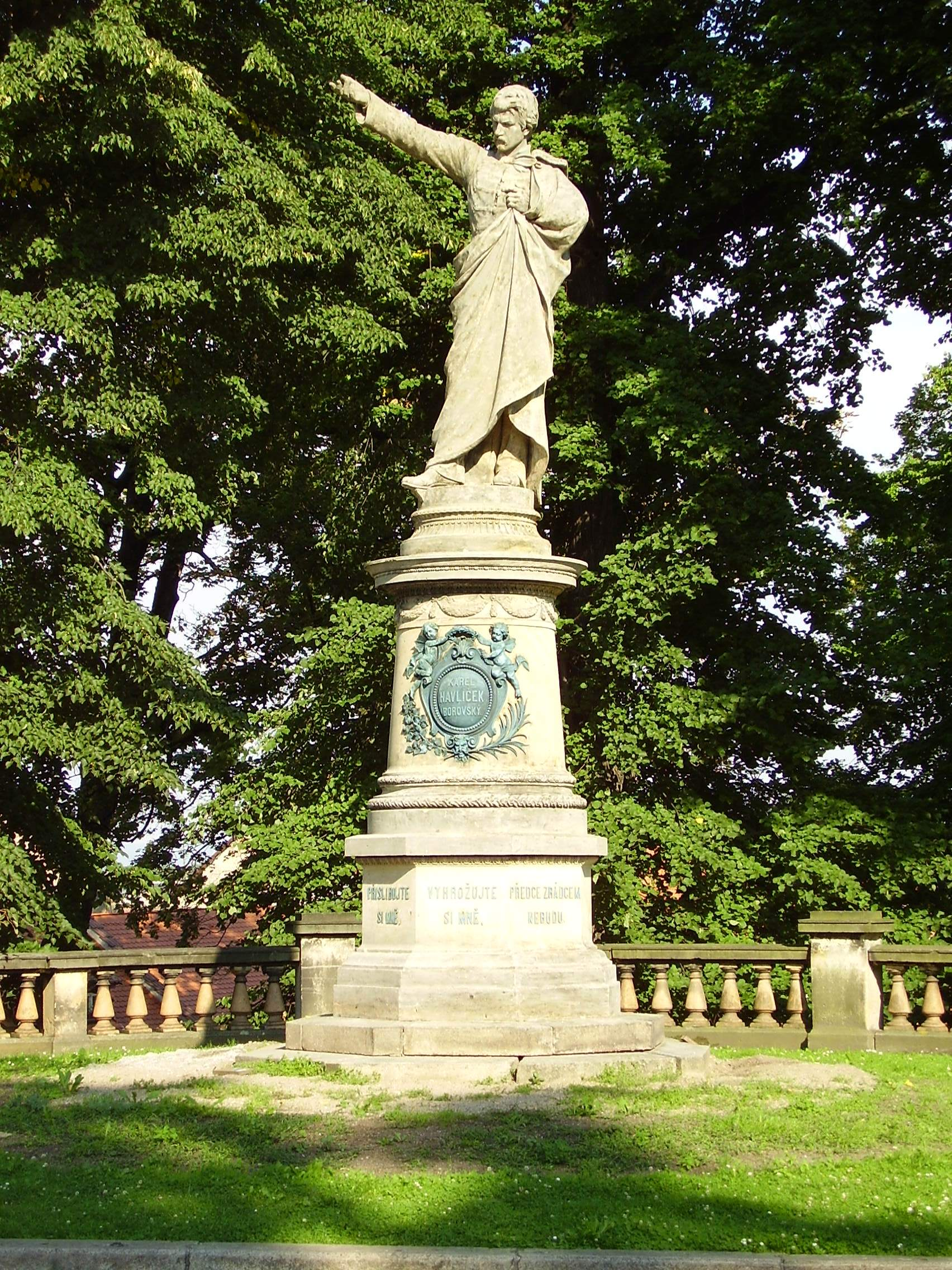
Кутна Гора
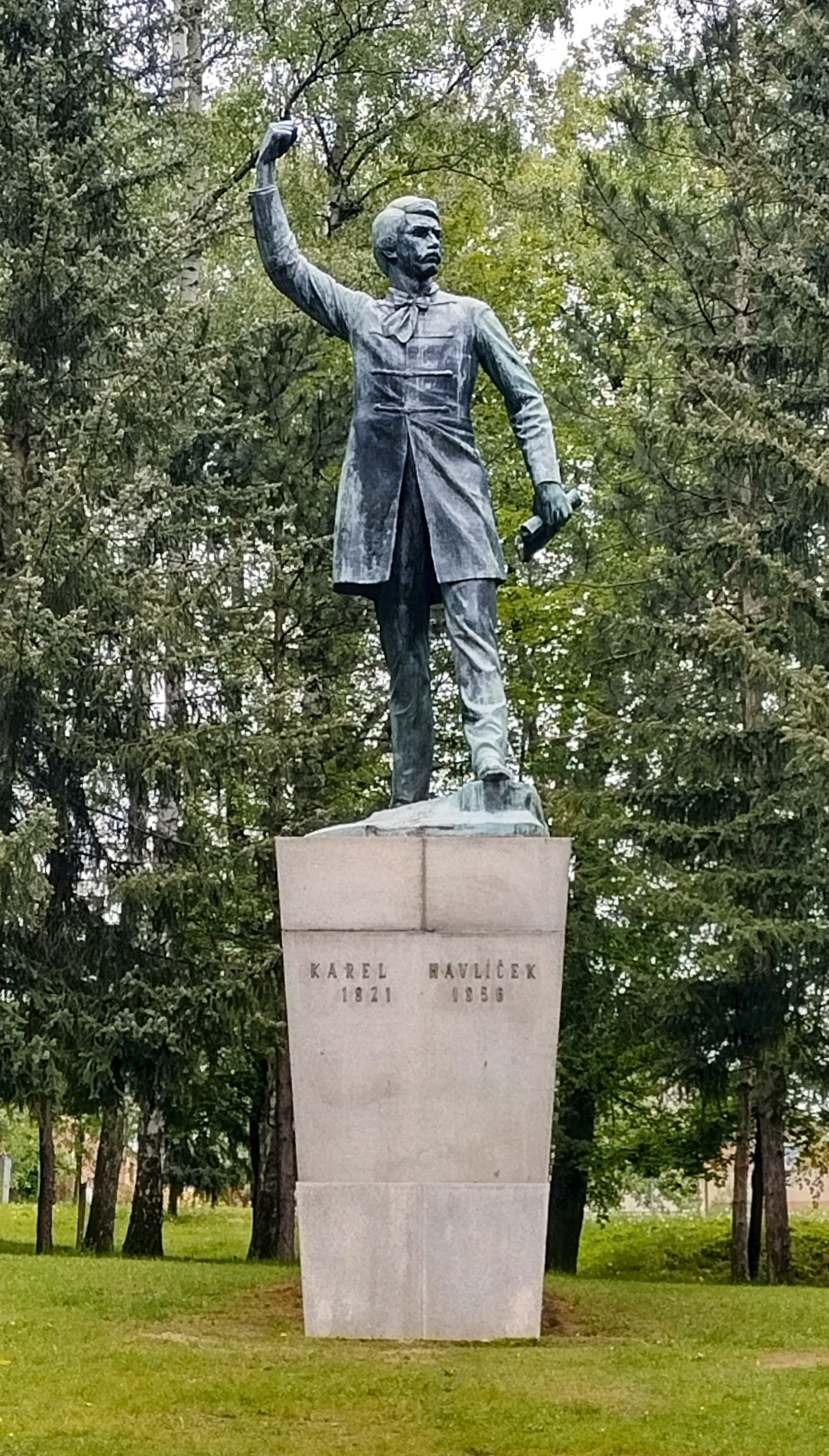
Гавличкув-Брод
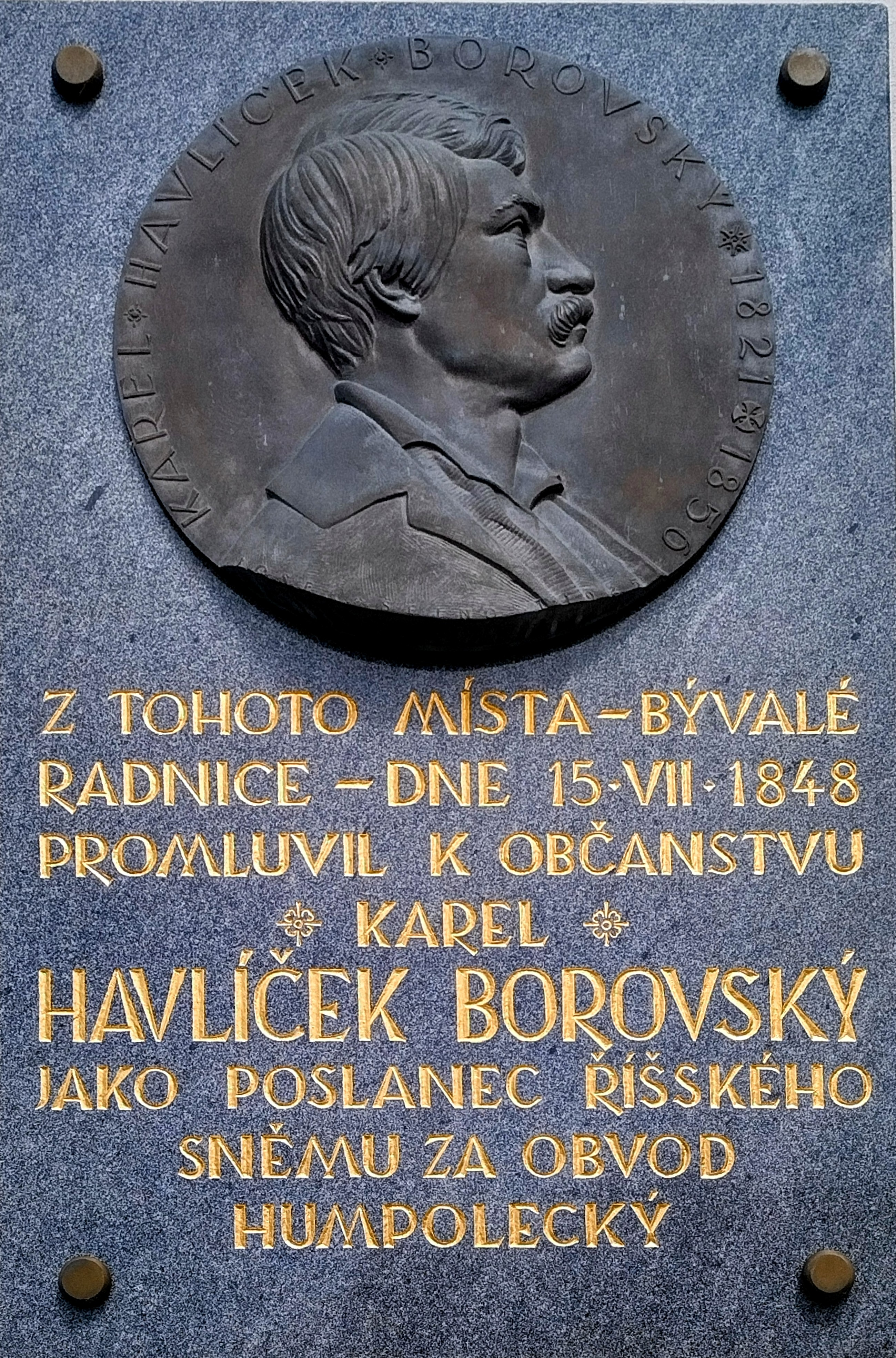
Гумполець
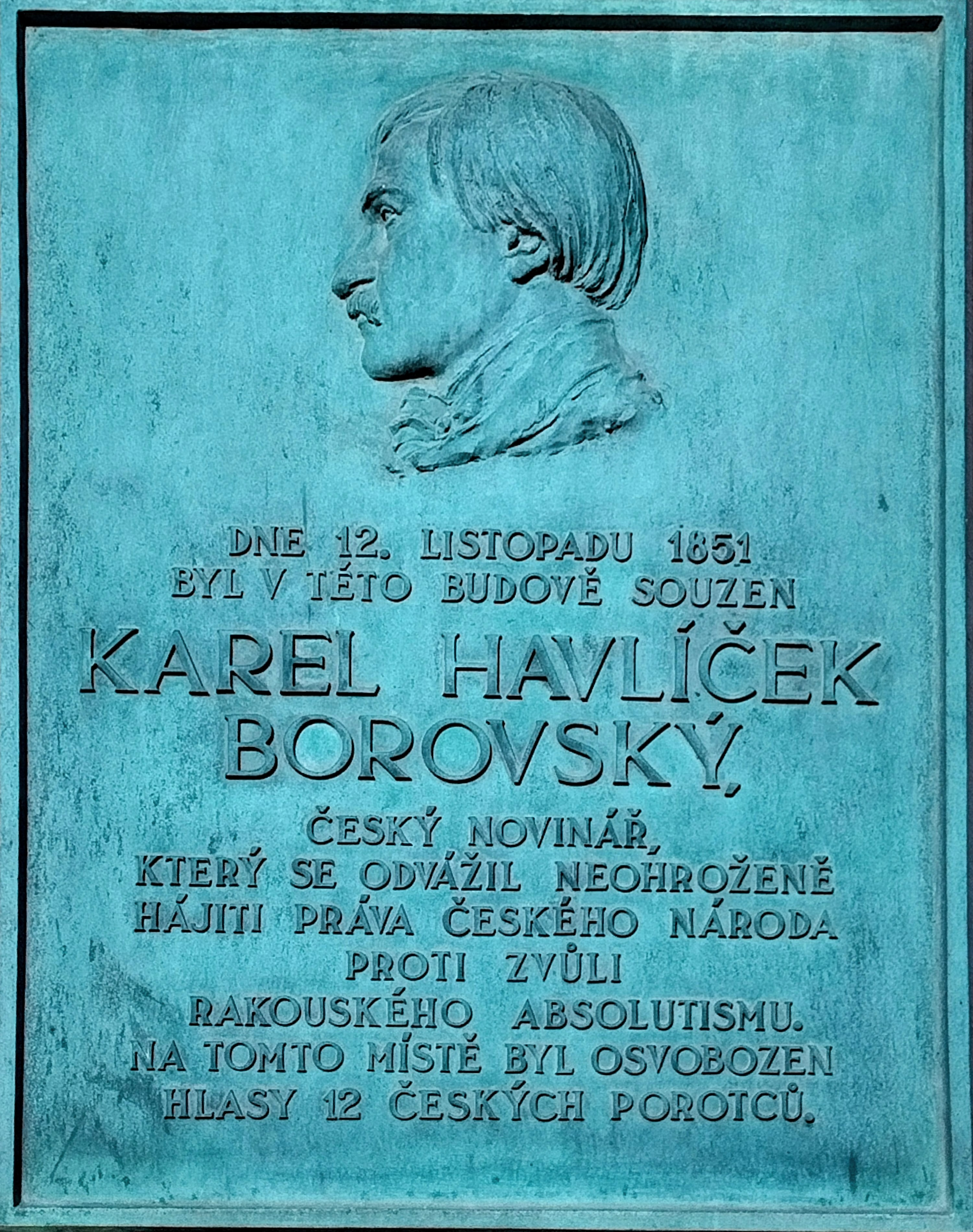
Кутна Гора